# Marija Kump
Marija Kump, slovenska agronomka, * 12. avgust 1915, Moravci v Slovenskih Goricah, † 20. julij 1985, Zagreb.
Po diplomi leta 1942 na zagrebški kmetijsko-gozdarski fakulteti je tam 1948 tudi doktorirala. Strokovno se je leta 1950 izpopolnjevala v Združenih državah Amerike. Njeno strokovno področje je obsegalo citogenetiko žita in križanje vrst. Nad 40 let je bila članica Zavoda za selekcijo rastlin, genetiko in metode raziskovanja v Zagrebu ter v letih 1975–1985 tudi njegova predstojnica. Leta 1960 je bila imenovana za honorarno izredno profesorico na osiješki agronomski fakulteti.